# Kosmos 1817
O Kosmos 1817 (também denominado de Ekran-M 11L) foi um satélite de comunicação geoestacionário soviético da série Ekran-M construído pela NPO PM. Ele era operado pela RSCC (Kosmicheskiya Svyaz). O satélite foi baseado na plataforma KAUR-3 e sua expectativa de vida útil era de 9 anos.

## História
O Kosmos 1817 fazia parte de uma constelação de satélites soviéticos foram parte do primeiro escalão do sistema de alerta de mísseis Attack (SPRN), que foi operado pelas Forças de Defesa Aérea do Ministério da Defesa. De acordo com funcionários soviéticos, os satélites de alerta precoce podiam detectar lançamentos de mísseis a partir de 20 segundos da decolagem. 
Cada satélite possuía um perigeu de cerca de 600 km, um apogeu de cerca de 40.000 km, e uma inclinação orbital de 63 graus. Esta órbita era semelhante à utilizada pelos satélites de comunicação Molniya mas foi distinguido pelo seu perigeu de 316-319 graus, incluindo os do Molniya que eram de 280-288 graus de perigeu. A diferença aparentemente pequena afetou significativamente a forma de groundtrack do satélite no Hemisfério Norte. 
A nave russa alertava precocemente foram mais afetados por perturbações gravitacionais devido ao seu maior ponto de perigeu e, portanto, realizaram manobras de manutenção das estações periódicas para manter uma groundtrack aceitável. Além disso, o ponto de perigeu migrou ligeiramente ao longo do tempo (devido a variações de inclinação), provocando uma alteração na forma da groundtrack. Em vez de gastar propulsor adicional para evitar o ponto da mudança de perigeu, os controladores da nave russa alteraram o nó ascendente do satélite. Isto teve o efeito de "estabilizar" o ponto de apogeu sobre os quais as operações de fiscalização foram realizadas.

## Lançamento
O satélite foi lançado com sucesso ao espaço no dia 30 de janeiro de 1987, por meio de um veículo Proton-K/Blok-DM-2, lançado a partir do Cosmódromo de Baikonur, no Cazaquistão. Ele tinha uma massa de lançamento de 2.000 kg.

## Capacidade
O Kosmos 1817 era equipado com um (mais um de reserva) transponders em UHF de 200 W e uplink de banda C.